# Колабораціонізм в окупованому Німеччиною Радянському Союзі

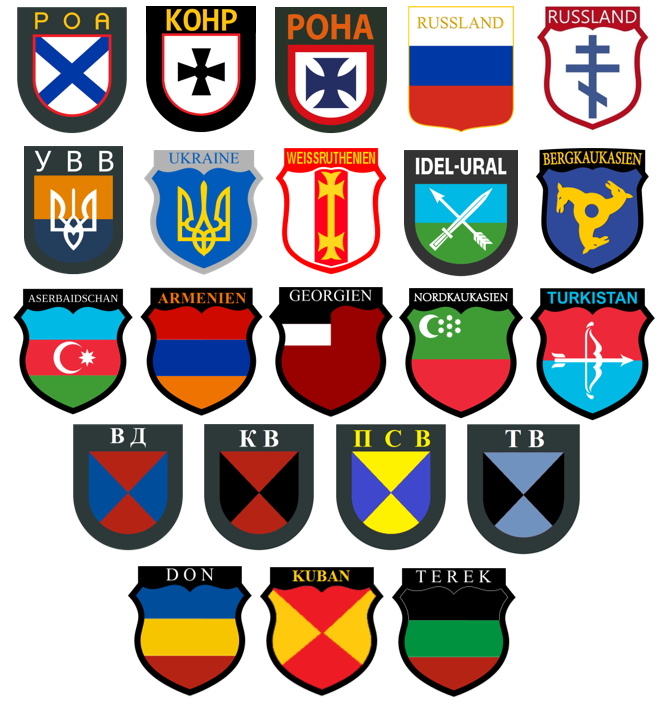
Нарукавні знаки деяких антирадянських колабораціоністських формувань

Велика кількість радянських громадян різних національностей співпрацювали з нацистською Німеччиною під час Другої світової війни. За оцінками, кількість радянських військовослужбовців, які співпрацювали з нацистською Німеччиною, становила близько 1 мільйона.

## Наслідки німецького вторгнення

Андріївський прапор, який використовувався Російською визвольною армією та Комітетом визволення народів Росії

Масова колаборація почалася після німецького вторгнення до Радянського Союзу в 1941 році в ході операції «Барбаросса». Дві основні форми масової колаборації на окупованих нацистами територіях мали військовий характер. За оцінками, від 600 000 до 1 400 000 радянських громадян (росіян і неросіян) приєдналися до військ Вермахту як добровольці (Hiwis або Hilfswillige) на початкових етапах «Барбаросси», в тому числі від 275 000 до 350 000 «мусульманських і кавказьких» добровольців і призовників, до того, як СС почали застосовувати більш репресивні адміністративні методи. До 20 % німецької робочої сили в Радянській Росії складали колишні радянські громадяни, близько половини з яких були етнічними росіянами. Українські колабораціоністські сили налічували приблизно 180 000 добровольців, які служили в підрозділах, розкиданих по всій Європі. Другим типом масової колаборації було формування місцевих формувань безпеки (більшість з яких складали етнічні росіяни), чисельність яких налічувала сотні тисяч, а можливо, і понад 1 мільйон (250 000 добровольців тільки у Східних батальйонах). Військова колаборація, — пише Алекс Алексєєв, — відбувалася у справді безпрецедентних масштабах, що свідчить про те, що найчастіше неросійські громадяни Радянського Союзу сприймали німців спочатку як менше з двох зол у порівнянні з СРСР.
Восени 1941 року Федір фон Бок - фельдмаршал фон Бок надіслав до штабу Гітлера детальний проект організації Визвольної армії з приблизно 200 000 російських добровольців, а також формування місцевого самоврядування в Смоленській губернії. Він був повернутий у листопаді 1941 року з приміткою, що "такі думки не можуть обговорюватися з фюрером" і що "політика не є прерогативою командувачів груп армій". Звичайно, фельдмаршал Кейтель, який написав цю записку, не показав проект Гітлеру.

## Російський колабораціонізм
- Дивізія «Руссланд»
- Операція "Дирижабль
- Російський підрозділ 9-ї армії
- Республіка Зуєва
- Російська допоміжна поліція
- Російський Добровольчий Полк «Варяг»
- 1-ша російська національна бригада СС «Дружина»
- 30-та гренадерська дивізія СС (2-га російська)
- Гіві
- Російський загін 9-ї армії вермахту
- Організація «Цепелін»
- Російські військові загони Маньчжурської імператорської армії

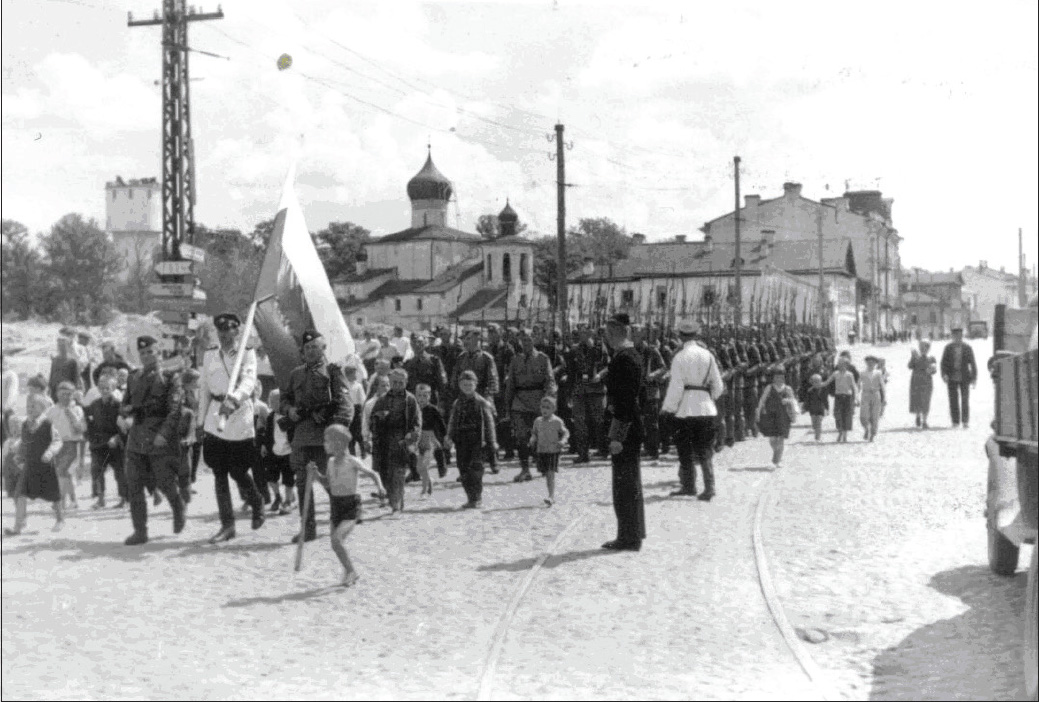
Парад РОА з російським триколором

- Загін Миколи Козина

### Російський визвольний рух
- Комітет визволення народів Росії (КВНР)
  - Російська визвольна армія (РВА)
- Народно-трудовий союз російських солідаристів (НТС), активно брала участь у Російському визвольному русі, хоча й виступала проти нацистів. НТС зробив свій внесок у РОА, а деякі з провідних діячів РОА, такі як Федір Трухін, були важливими членами НТС.
- Російська національна народна армія (РННР)
- Російський корпус (Третій Рейх)
- Російська Трудова Народна Партія (РТНП)
- Бойовий союз російських націоналістів
- ВПС КОНР
- Політичний Центр боротьби з більшовизмом

### РОНА та Локотська автономія
Російська визвольна народна армія (Російська визвольна національна армія, РОНА; латиною RONA), пізніше реформована в Штурмбригаду СС «РОНА» і прозвана «Бригадою Камінського» на честь її командира, бригадефюрера СС Броніслава Камінського, була колабораціоністською силою, спочатку сформованою з ополчення під керівництвом нацистів у «Локотській республіці» (Локотській автономії), невеликому маріонетковому режимі, створеному німцями, щоб перевірити, наскільки надійним буде російський маріонетковий уряд. Камінський та лідер уряду і засновник «Народно-соціалістичної партії Росії», о. Костянтин Воскобойник, вбитий партизанами у 1942 році, сформували підрозділ, який налічував 10 000-15 000 осіб. З наступом Червоної армії війська Камінського були змушені відступити до Білорусі, а потім до Польщі у 1944 році. Там РОНА була реорганізована в бригаду СС, більшість якої складали росіяни, а решта — представники інших радянських етносів, включаючи українців, білорусів та азербайджанців. У серпні 1 700 бійців бригади під командуванням майора Юрія Фролова були відправлені до Варшави для придушення повстання. Під час повстання війська РОНА прославилися своїми звірствами, вбивствами, зґвалтуваннями та крадіжками. Повідомлялося, що деякі з них залишали зону бойових дій з возами, повними краденого. Близько 400 солдатів загинули в боях, в тому числі і Фролов.

Прапор РОНА, Локотської республіки та Націонал-соціалістичної партії Росії

Наприкінці серпня було вбито Броніслава Камінського. Його смерть була оточена таємницею, оскільки, хоча в офіційних документах зазначено, що його вбили польські партизани, існує думка, що Камінського стратили есесівці. Причинами вважаються воєнні злочини його підрозділу та/або те, що тепер, коли Генріх Гіммлер підтримував Російську визвольну армію генерала Андрія Власова, він хотів усунути потенційного конкурента. Решта бригади була переформована у 29-ту гренадерську дивізію СС «РОНА», яка була розформована у листопаді 1944 року. Решта 3 000-4 000 її членів були відправлені до армії Власова.

## Український колабораціонізм

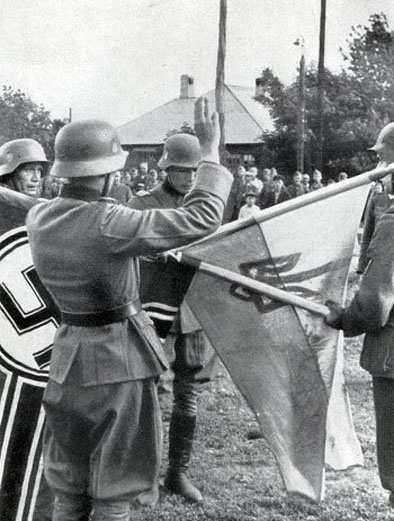
Присяга Української визвольної армії Адольфу Гітлеру

### Політичні формування
- Український національний уряд (ОУН-Б), але після спроби відновити Українську державу Актом відновлення Української держави 30 червня 1941 року багато лідерів ОУН-Б були відправлені до концтаборів, а ті, хто залишився на волі, оголосили війну нацистській Німеччині.
- Українське державне правління (голова Микола Величківський; ОУН-М)
- Український національний комітет

### Українська поліція та військові формування

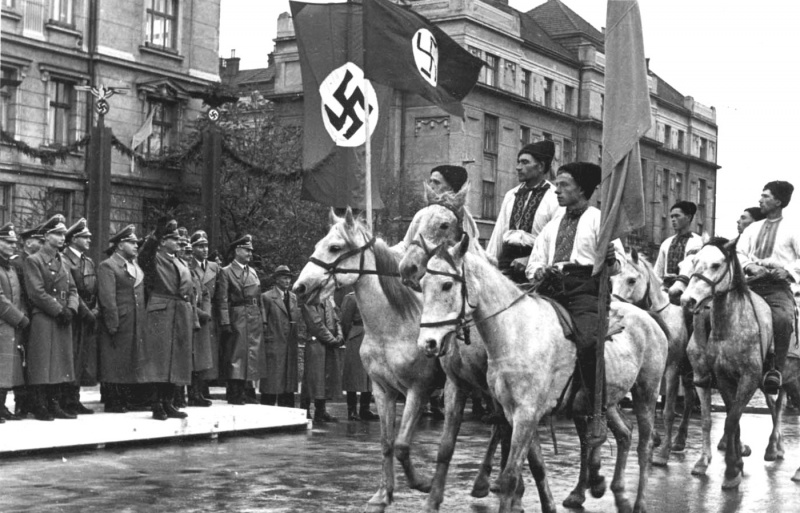
Німецько-український парад у Станіславові, 1941 рік

- 14-та гренадерська дивізія Ваффен-СС «Галичина»
- Нахтіґаль (легіон)
- Роланд (легіон)
- Українська допоміжна поліція
- Український легіон самооборони
- Українське Визвольне Військо
- Українська національна армія, на чолі з Українським національним комітетом
- Українська народна міліція (Львів)
- Українська повстанська армія (УПА)
- Український легіон (Хорватія)
- Протипанцерна бригада «Вільна Україна»
- ДУН

## Білоруський колабораціонізм
- Білоруська націонал-соціалістична партія
- Білоруська незалежницька партія
- Республіка Зуєва
- 30-та гренадерська дивізія СС (1-ша білоруська)
- Бригада допоміжної поліції порядку «Зіглінг»
- Білоруська самооборона

### Генеральний округ Білорусі
- Білоруська допоміжна поліція
- Білоруська центральна рада
  - Білоруська крайова оборона
  - Союз Білоруської Молоді
- Білоруська газета

## Інші

### Козаки
- 1-ша козача дивізія
- 15-й козацький кавалерійський корпус СС
- Козачий Стан
- Окремий козачий корпус

### Східна Європа та Азія
- 162-га тюркська піхотна дивізія (Третій Рейх)
- Вірменський легіон
- Азербайджанський легіон
- Грузинський легіон (1941–1945)
- Кавказький магометанський легіон
- Калмицький кавалерійський корпус (Третій Рейх)
- Татарські легіони
- Туркестанський легіон
- Волзькотатарський легіон

## Подальше читання
- Bibliography of Poland during World War II
- Bibliography of the Soviet Union during World War II
- Bibliography of Ukrainian history § World War II